# إلسي فيشر (ممثلة)
إلسي فيشر (بالسويدية: Else Fisher)‏ هي مخرجة وراقصة باليه وكاتِبة وممثلة سويدية، ولدت في 1 مارس 1918 في لوند في السويد، وتوفيت في 3 مارس 2006 في نيروبي في كينيا.

## وصلات خارجية
- إلسي فيشر (ممثلة) على موقع IMDb (الإنجليزية)
- إلسي فيشر (ممثلة) على موقع ألو سيني (الفرنسية)
- إلسي فيشر (ممثلة) على موقع قاعدة بيانات الأفلام السويدية (السويدية)
- إلسي فيشر (ممثلة) على موقع قاعدة بيانات الفيلم (الإنجليزية)
- إلسي فيشر (ممثلة) على موقع كينوبويسك (الروسية)